# 1624 az irodalomban
Az 1624. év az irodalomban.

## Publikációk
- Szenczi Molnár Albert: Az Kereszteni Religiora es igaz hitre valo tanitas. Kálvin János fő művének, az Institutiónak fordítása (Hanau).
- Pázmány Péter: A Kempis Tamásnak Christus követésérül négy könyvei (Bécs); Kempis Tamás De imitatione Christi című művének fordítása.
- Philippe de Mornay francia szerző emlékiratai és levelezése: Mémoires et correspondance (posztumusz).

## Születések
- december 25. – Angelus Silesius (született Johannes Scheffler) német költő és misztikus teológus, a barokk katolikus líra mestere († 1677)

## Halálozások
- november 17. – Jakob Böhme német filozófus, a miszticizmus és teozófia egyik leghíresebb képviselője (* 1575)